# Sou (mynt)

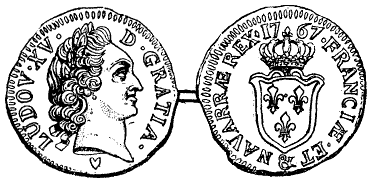
Sou av koppar, präglad 1767 för Ludvig XV.

Sou, i äldre tid (till 1715) Sol (av lat. solidus), var ett franskt mynt som präglades från merovingernas tid i guld och omkring slutet av 1100-talet i silver samt blev från 1300-talet = 1/20 livre. En sou tournois innehöll 12 deniers, en sou parisis 15 deniers. På 1700-talet präglades soun i koppar, under franska revolutionen i klockmetall. När livren 1795 utbyttes mot den i värde nästan överensstämmande francen kom 1 sou att motsvara 1/20 franc = 5 centimes = 3,6 öre. Fastän inte präglad sedan 1803 användes sou ännu in på 1900-talet som benämning på 5-centimestycken.